# 鈴木正晃
鈴木 正晃（すずき まさあき、1987年2月22日 - ）は、神奈川県横浜市出身のバスケットボール選手である。ポジションはガード。身長176cm、体重72kg。愛称はK2O（カツオ）。ストリートボール仕込みの鋭いドライブ、ペネトレイトが持ち味。外国籍選手にも当たり負けしない。

## 来歴
静岡学園高校から2005年に専修大学に進み2007年11月には関東実業団・関東学生オールスター対抗戦に出場。4年生時の関東大学リーグ戦は3位。スタメンで14試合に出場し、1試合平均11.6得点、2.3アシスト。インカレでは4位になった。2009年1月には大学生のさよなら試合「B-1 JAPAN」の参加選手に選ばれた。卒業後はストリートバスケットのLegendに身を置く。
2010年6月、bjリーグドラフト会議の1巡目全体4位で高松ファイブアローズより指名を受けて契約した。背番号は22。
初年度の2010-11シーズンは10月16日の開幕戦琉球ゴールデンキングス戦（那覇市）でデビューすると、10月24日に行われたホーム開幕節2戦目の大阪エヴェッサ戦（高松市）にて、デビュー4戦目にしてゲームMVPを受賞。レギュラーシーズンの44試合に出場し、シーズン後半にはスターターでの出場も増えた。
2011-12シーズンは出場48試合中38試合でスターターに起用される。勝ち星には恵まれなかったが11月26日の滋賀レイクスターズ戦では負傷して試合途中までの出場ながら、自己最多の27得点をマーク。
2012-13シーズンは出場46試合すべてでスターターを務めた。外角のシュートが好調で自己最高の1試合平均8.2得点。2013年2月3日浜松・東三河フェニックス戦では味方の主力外国人3人がファウルアウトした上、最終盤1点ビハインドという不利な状況からドライブで決勝点を奪った。アシストはチーム2位の1試合平均3.07本で、2013年3月7日仙台89ERS戦では初の二桁アシスト10本を記録した。
2013年7月3日、オフで帰省していた横浜市中区の路上で友人でモデルのロジャース里奈とともに盗撮犯を取り押さえ、伊勢佐木警察署より感謝状を贈られている。盗撮中だった男に気づいたロジャース里奈が注意したところ逃亡を謀ったため、鈴木が数十メートル追い掛けた末に取り押さえて警察に引き渡した。
2013-14シーズンは初めてレギュラーシーズン全52試合に出場した。有明コロシアムで開催されたbjリーグオールスターゲームに初出場。
2015-16シーズンは10月11日の大分戦で21得点、10アシスト。3月6日の琉球戦でキャリアハイの29得点。同シーズンをもって現役を引退した。

## 経歴
- 静岡学園高校 - 専修大学 - Legend（ストリート、2009年〜2010年） - 高松ファイブアローズ（2010年〜2016年）

## 記録
| シーズン         | チーム | GP | GS | MPG  | FG%  | 3P%  | FT%  | RPG | APG | SPG | BPG | TO  | PPG |
| ---------------- | ------ | -- | -- | ---- | ---- | ---- | ---- | --- | --- | --- | --- | --- | --- |
| bjリーグ 2010-11 | 高松   | 44 | 12 | 14.4 | .350 | .284 | .639 | 1.9 | 1.4 | 0.6 | 0.2 | 1.4 | 5.5 |
| bjリーグ 2011-12 | 高松   | 48 | 38 | 21.9 | .303 | .154 | .599 | 2.5 | 1.9 | 0.8 | 0.2 | 1.3 | 7.1 |
| bjリーグ 2012-13 | 高松   | 46 | 46 | 26.1 | .423 | .368 | .612 | 2.7 | 3.1 | 0.9 | 0.3 | 1.8 | 8.2 |
| bjリーグ 2013-14 | 高松   | 52 | 51 | 26.4 | .372 | .108 | .594 | 2.6 | 2.5 | 0.7 | 0.3 | 1.7 | 5.3 |
| bjリーグ 2014-15 | 高松   | 52 |    | 17.3 | .422 | .346 | .594 | 2.1 | 2.0 | 0.6 | 0.3 | 1.2 | 4.0 |
| bjリーグ 2015-16 | 高松   | 42 |    |      |      |      |      |     |     |     |     |     | 7.3 |